# Гуменюк, Василий Васильевич
Васи́лий Васи́льевич Гуменю́к, известный также под фамилией Протывси́х (укр. Василь Васильович Противсіх; 16 октября 1946, Олешков, Станиславская область) — украинский политик и предприниматель, президент Ивано-Франковской торгово-промышленной палаты. Получил известность, когда был зарегистрирован в качестве кандидата в президенты Украины на выборах 2010 года, предварительно сменив фамилию на Протывси́х — пародируя термин «против всех».

## Биография
Василий Гуменюк начал свою карьеру строителем в 1964 году.

### Образование
После службы в вооружённых силах он поступил во Львовский университет, на юридический факультет, который окончил в 1975 году.

### Карьера
Работал в составе студенческой бригады в Сургуте (Тюменская область), за их работу одна из улиц Сургута была названа Львовской.
Был инструктором Ивано-Франковского облисполкома, с 1979 по 1984 год был помощником главы города Яремча, а с 1984 по 1991-й г. его главой. Являлся членом КПСС.
Работал на Ивано-Франковской таможне. В первые годы независимости являлся постоянным представителем Украины в СНГ. В 2006 г. баллотировался на пост городского головы Ивано-Франковска. В 2007 г. был зарегистрирован кандидатом в народные депутаты Украины от избирательного блока КУЧМА под № 23.
Проживает в Ивано-Франковске, является президентом Ивано-Франковской торгово-промышленной палаты. Женат.

### Выборы 2010
2 октября 2009 года Василий Гуменюк сменил свою фамилию на Протывсих (укр. Противсіх), которую на русский язык можно перевести как «Против всех» («Проти всіх»), а 3 ноября подал документы в ЦИК Украины для регистрации на выборы президента Украины, которые проходили в 2010 году. Главным своим конкурентом на выборах Протывсих считал Юлию Тимошенко. На выборах президента Украины 2010 года, набрав всего 40 352 голосов (0,16 %), занял 13 место из 18, а после поражения призвал избирателей голосовать за Виктора Януковича. В феврале 2010 года вернул прежнюю фамилию Гуменюк.

### Выборы 2012
В августе 2012 года ЦИК Украины зарегистрировала Гуменюка на предстоящие Парламентские выборы независимым кандидатом в народные депутаты Украины от Ивано-Франковского округа № 83.